# Wang Huanghou (Pingdi)

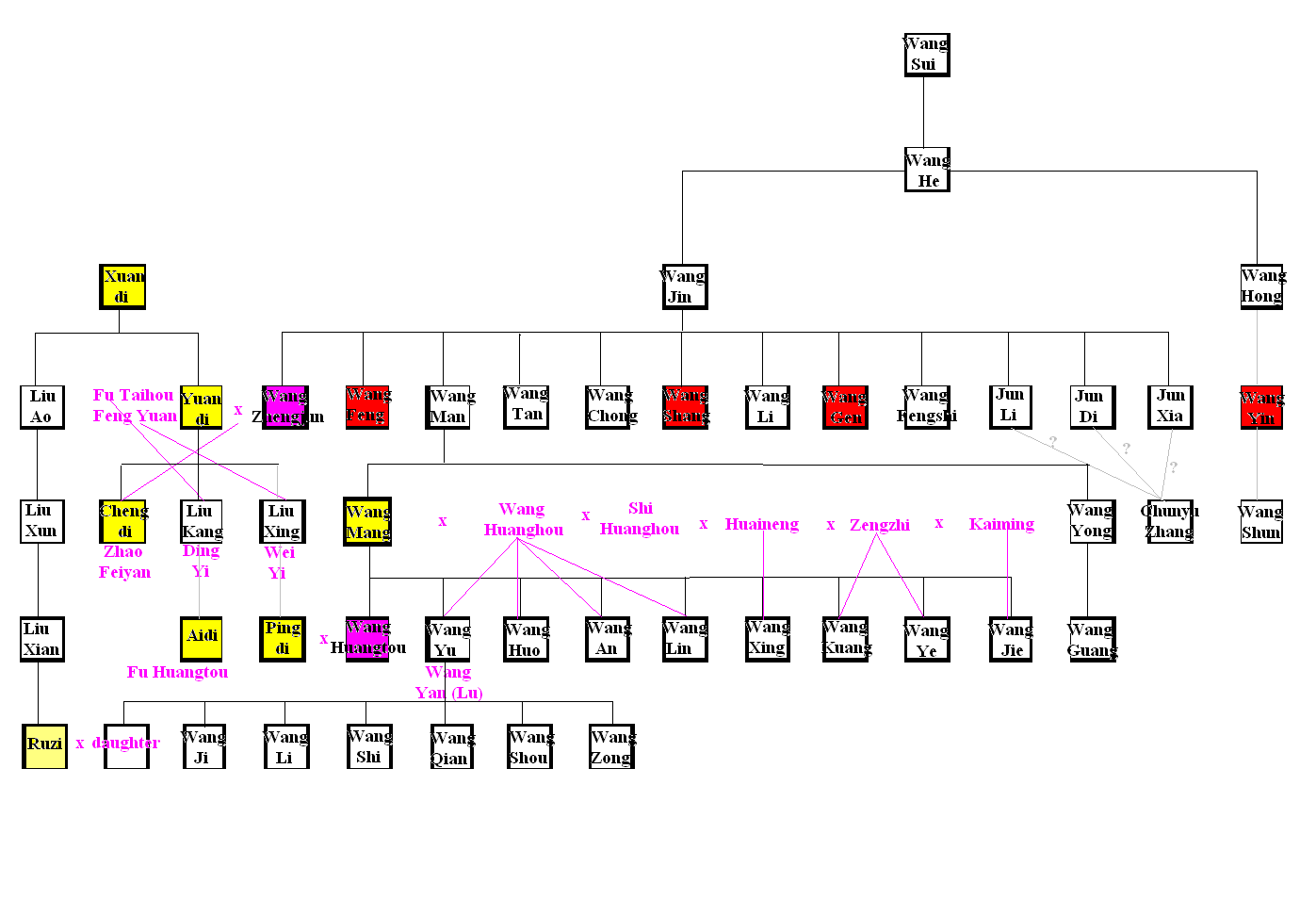
Stamboom van de familie Wang

Wang Huanghou (8(?) v.Chr - oktober 23 na Chr.) was de echtgenote van de Chinese keizer Ping (r.1 v.Chr.- 6 na Chr.). Haar persoonlijke naam is niet overgeleverd, Wang Huanghou betekent keizerin Wang. Zij staat ook bekend onder haar formele naam Xiaoping huanghou (Keizerin van de kinderlijk gehoorzame Ping). Zij was een dochter van Wang Mang, de op dat moment machtigste persoon aan het keizerlijke hof. Na de dood van keizer Ping in 6 na Chr. ontving Wang Huanghou de titel Wang Huang taihou (王皇太后, keizerin-weduwe Wang), die zij weer kwijtraakte toen Wang Mang zichzelf in het jaar 9 uitriep tot eerste keizer van een nieuwe dynastie, de Xin-dynastie. Zij verzette zich met succes tegen een poging van haar vader om haar te laten hertrouwen. Toen in 23 de hoofdstad Chang'an door opstandelingen werd veroverd en het keizerlijk paleis in brand werd gestoken, kwam zij om in de vlammen.

## Biografie
Wang Huanghou was een dochter van Wang Mang en zijn vrouw, die ook de titel Wang Huanghou voerde. Net als die van haar moeder is de persoonlijke naam van de dochter niet vermeld. Ook haar geboortejaar is onbekend, maar volgens juan 97 van het Boek van de Han (Hanshu) was ze 8 sui (歲) toen Ping in 1 v.Chr. tot keizer en 18 sui toen Wang Mang in 9 na Chr. tot keizer werd geïnstalleerd. Dit zou betekenen dat ze rond 8 v.Chr. moet zijn geboren.

### Huwelijk met keizer Ping
Na de dood van keizer Ai op 15 augustus 1 v.Chr. wist Wang Zhengjun als Verheven keizerin-weduwe (Taihuang Taihou, 太皇太后) door een direct ingrijpen de onder keizer Ai verloren gegane invloed van de Wang-clan te herstellen. Liu Kan, de achtjarige kleinzoon van haar echtgenoot, keizer Yuan, (r.49-33 v.Chr.) werd op 17 oktober van het jaar 1 (v.Chr.) geïnstalleerd als keizer. Hij staat bekend onder zijn postume naam keizer Ping. Wang Mang, neef van de Verheven keizerin-weduwe, werd benoemd tot regent en opperbevelhebber.
Om zijn invloed aan het hof verder te consolideren wilde Wang Mang een huwelijk regelen tussen keizer Ping en zijn eigen dochter. Hiervoor was instemming nodig van zijn tante, de Verheven keizerin-weduwe. Wang Mang vermoedde dat zij geen voorstander van dat huwelijk was. Om toch haar toestemming te krijgen bedacht hij een omslachtig plan. In het jaar 2 (na Chr.) stelde hij in een memorandum vast dat voor keizer Ping een harem van 12 concubines moest worden samengesteld, waaruit de nieuwe keizerin zou worden benoemd. Dit aantal was in overeenstemming met oude teksten en zou ervoor zorgen dat de keizer, in tegenstelling tot zijn twee voorgangers, niet kinderloos zou blijven. Vervolgens werd een lijst van harem-kandidaten samengesteld met daaronder een groot aantal meisjes uit de Wang-clan, inclusief de dochter van Wang Mang. Om te verhinderen dat de keuze op een ander lid van de Wang-clan dan zijn dochter zou vallen, verzocht Wang Mang de keizerin-weduwe zijn dochter van de lijst te halen. Hij gaf als argument dat de keizerin-weduwe juridisch beschouwd werd als de moeder van keizer Ping. De dochter van Wang Mang zou bij een huwelijk met keizer Ping familie van de moeder van keizer Ping (dat wil zeggen de keizerin-weduwe) worden terwijl zij door bloedverwantschap al familie van elkaar waren. De dochter van Wang Mang kon niet trouwen met de keizer en moest van de lijst worden verwijderd. Maar omdat de keizerin-weduwe de andere leden van de Wang-clan niet anders kon behandelen dan de dochter van Wang Mang, haalde zij ook alle andere leden van de Wang-clan van de lijst. Vervolgens zorgde Wang Mang ervoor dat duizenden verzoekschriften de keizerin-weduwe bereikten, waarin verzocht werd de dochter van Wang Mang toch tot keizerin te benoemen. De keizerin-weduwe kon dit natuurlijk niet negeren en kondigde in de lente van het jaar 3 de verloving aan van de keizer met de dochter van Wang Mang. Het huwelijk vond plaats op 16 maart van het jaar 4. De keizer en zijn bruid waren toen (ongeveer) twaalf jaar oud. Door het huwelijk ontving de bruid de titel Huanghou (皇后, keizerin) en verkreeg Wang Mang als schoonvader van de keizer de eretitel Zaiheng (宰衡, regerend gouverneur).
Op 3 februari van het jaar 6 overleed keizer Ping, veertien jaar oud. Volgens het Boek van de Han zou de keizer zijn vergiftigd en was Wang Mang daarbij betrokken. Hij zou zo een toekomstige wraak van Pingdi op de familie Wang willen voorkomen. Deze beschuldiging klinkt tot op heden door. Volgens de Zweedse sinoloog Hans Bielenstein (1920-2015) is toekomstig machtsverlies in de traditionele Chinese historiografie echter een stereotiepe reden om een minderjarige keizer te vermoorden. Uit de bronnen zou nergens blijken dat de machtspositie van Wang Mang op het moment van overlijden daadwerkelijk werd bedreigd. Als schoonvader van een nog steeds minderjarige keizer was die positie juist zeer sterk en had hij geen overtuigend motief om keizer Ping te doden.
Liu Ying, de eenjarige achter-achterkleinzoon van keizer Xuan (r.74-49 v.Chr.) werd tot troonopvolger benoemd, maar niet geïnstalleerd als keizer. Wang Mang kreeg de tot dat moment ongekende titel waarnemend keizer (假皇帝, jia huangdi), zijn dochter werd keizerin-weduwe (王皇太后, Wang Huang Taihou) en daarmee formeel de moeder van troonopvolger Liu Ying.

### Onder de Xin-dynastie
Aan het begin van jaar 9 verklaarde Wang Mang de Han-dynastie voor beëindigd en proclameerde zich tot eerste keizer van de nieuwe Xin-dynastie. Liu Ying kreeg de titel Hertog van Ding'an (定安公, Ding'an gong). De dochter van Wang Mang verloor haar titel keizerin-weduwe, in plaats daarvan werd zij hertogin-weduwe van Ding'an (定安公太后, Ding'an gong huang taihou). Zij mocht geen contact hebben met de kleuter Liu Ying en verbleef onder (bewaakt) huisarrest in Mingguang Gong (明光宮, het Mingguang-paleis, dat werd omgedoopt tot Ding'an Guan, 定安館, Residentie Ding'an). In de wetenschap dat de Liu-clan het keizerschap kwijt was, vermeed zij zoveel mogelijk contact met het keizerlijk hof van haar vader, vaak door ziekte te veinzen.
In het jaar 10 beëindigde Wang Mang de band die zijn dochter nog had met het huis Liu door haar titel hertogin-weduwe van Ding'an te vervangen door Huanghuang shi zhu (黃皇室主). Hierdoor hoopte hij een tweede huwelijk mogelijk te maken. Als eerste stap wilde hij dat de erfgenaam van generaal Sun Jian (孫建, zijn belangrijkste militaire adviseur) in zijn netste kleding (sic!) een beleefdheidsbezoek bracht aan de dochter van Wang Mang. Zij moet woedend op het bezoek hebben gereageerd en zou het gezelschap met stokslagen hebben laten wegjagen. Wang Mang zette zijn plannen voor een huwelijk niet verder door.
Onder de Han-dynastie werd er in de toen gangbare vorm van het confucianisme een nauwe relatie verondersteld tussen daden van mensen en signalen uit de Hemel in de vorm van onverklaarbare verschijnselen. Wang Mang heeft hier tijdens zijn machtsovername (tussen 6 en 9 na Chr.) veel gebruik van gemaakt. Aanhangers van Wang Mang die voortekens meldden die gunstig waren voor zijn machtsovername werden door hem rijkelijk beloond. In het jaar 10 probeerde Zhen Xun (甄尋), zoon van een vertrouweling van Wang Mang, uit deze gang van zaken persoonlijk voordeel te halen. Hij liet weten  een talisman te hebben ontvangen waaruit zou blijken dat de dochter van Wang Mang zijn echtgenote moest worden. Dit voorteken werd door Wang Mang onmiddellijk afgedaan als een vervalsing. Zhen Xun werd geëxecuteerd en zijn vader pleegde zelfmoord. Wang Mang greep deze gelegenheid aan om een zuivering door te voeren die uiteindelijk honderden functionarissen het leven kostte, waaronder Liu Fen (劉棻) en Liu Yong (劉泳), twee zonen van zijn naaste medewerker Liu Xin en Wang Qi (王奇), neef van de keizer en de jongere broer van zijn vertrouweling Wang Yi.
Vanaf het jaar 18 kwamen steeds grotere delen van het rijk in opstand tegen Wang Mang. Een groep opstandelingen onder leiding van Shentu Jian (申屠建, †25) en Li Song (李松, †25) veroverde in oktober 23 de hoofdstad Chang'an en stak het Weiyang-paleis (未央宮, Weiyang gong) in brand. Wang Mang was ondertussen gevlucht naar de jiantai (漸臺, een toren met terras omgeven door water binnen de muren van het keizerlijk paleis), waar hij werd gedood. Zijn dochter was in het paleis zelf gebleven en wierp zich daar in de vlammen.
Haar biografie bevindt zich in juan 97 (biografieën van keizerinnen en hun familieleden, 外戚傳, waiqi zhuan) van het Boek van de Han. Ook werd haar biografie opgenomen in een aanvulling van Lienü Zhuan (列女傳, Biografieën van voorbeeldige vrouwen), oorspronkelijk samengesteld door Liu Xiang, maar waarschijnlijk aangevuld door de historica Ban Zhao (49 – c.120) Zij werd geprezen voor haar trouw aan haar jong gestorven echtgenoot en haar loyaliteit jegens de Han-dynastie, ook al kostte dit uiteindelijk haar leven.